# CR-Baureihe BJ

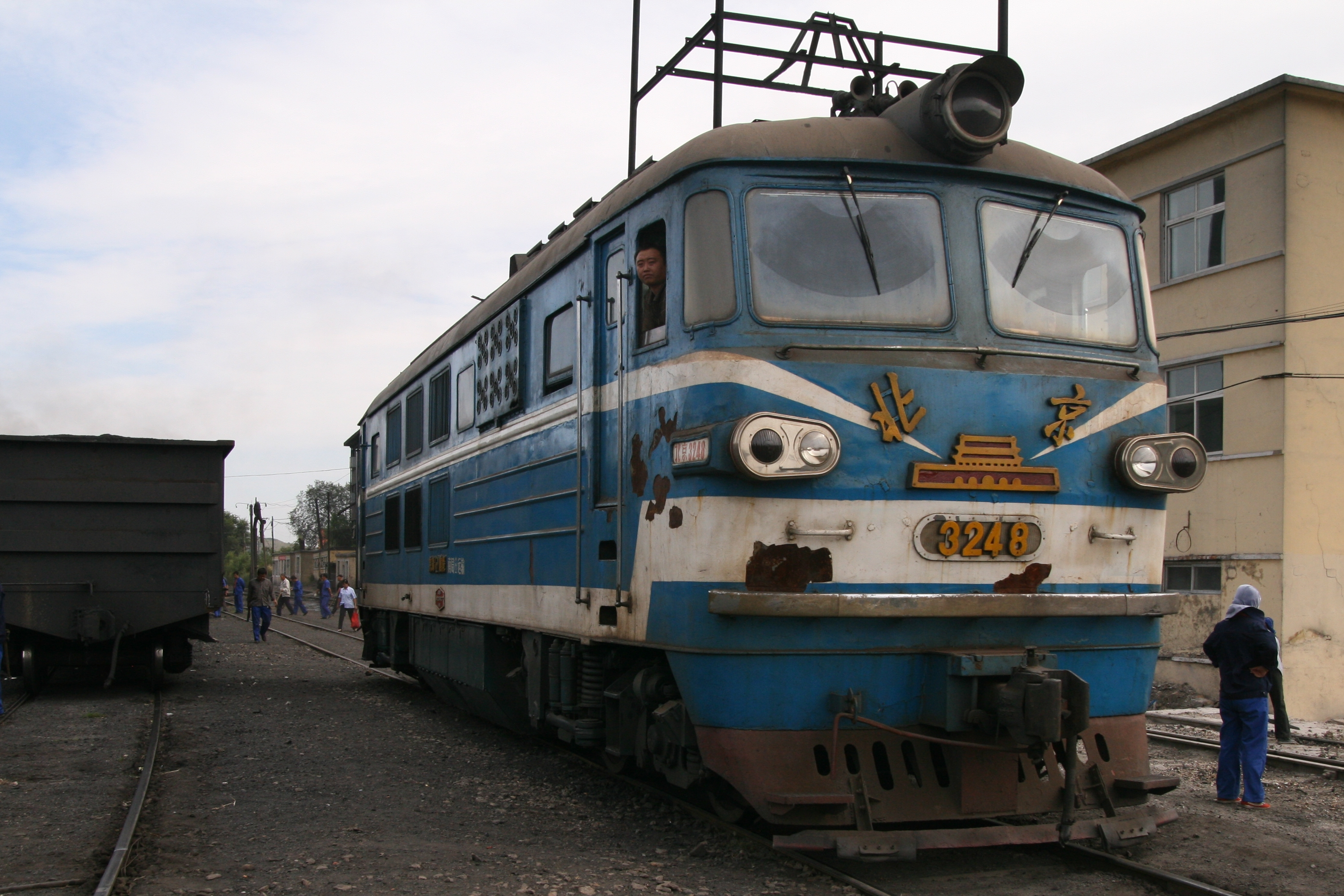
BJ-Lokomotive 3248 in Nanpiao

Die CR-Baureihe BJ ist eine Diesellokomotive aus chinesischer Produktion. Das Triebfahrzeug wird auch Beijing genannt, weil sie aus der Waggonfabrik CNR in Peking stammen. Das Modell ist eine der erfolgreichsten chinesischen Diesellokomotiven mit hydraulischer Kraftübertragung. Im Jahr 1970 begann die versuchsweise Fertigung. Die 6.000 PS starke Frachtlokomotive, für die die Baureihe ursprünglich konzipiert war, blieb ein Prototyp und wurde nach einigen Versuchsreihen durch eine 3.000 PS starke Passagier-Diesel-Lok abgelöst, die ab dem Jahr 1975 in die Massenproduktion startete. Seitdem wurden eine Reihe von weiteren Modellen dieses Lokomotivtyps weiterentwickelt. Die Lokomotiven der BJ-Reihe waren während der 1970er bis 1980er Jahren in der Nord- und Zentralregion die wichtigste Passagierlok, und auf vielen Eisenbahnstrecken wie der Strecke Beijing-Guangzhou, Peking und Shanghai, die Long-Hai, Jing Bao, Jingshan, der ehemaligen Beijing Railway anzutreffen. Bis zum Produktionsstop 1990 belief sich die Anzahl gebauten Einheiten auf 374 Stück.
Die Beijing-Diesellok vom Typ BJ aus der 27. Lokomotivfabrik in Peking wurde vor allem als Vier-Achs-Lok mit hydraulischer Kraftübertragung für den Passagierverkehr in Serie gefertigt. Sie hat eine Nennleistung von 1500 kW; die Höchstgeschwindigkeit beträgt 120 km/h. Peking-Lokomotiven haben zwei Bauarten. Ein Vierachs-Einzellok-Typ, die speziell für Güter- oder Personenverkehr ausgerüstet ist und der bei Lok-Fans den Spitznamen „Klein-Peking“ bekam. Eine achtachsige Doppel-Lok, die den wahren Namen „Beijing“ trägt und nur im Reisezugverkehr eingesetzt wird. Lokomotiven dieser beiden Baureihen werden jetzt nach und nach auslaufen, aber China wird auch weiterhin die mit Abstand erfolgreichste Lokomotive mit hydraulischem Getriebe einsetzen.

## Technische Daten
| Verwendungstyp                | Fracht (Doppeltraktion)           | Passagiere                        | Vierachs-Fracht                              | Trajekt-geeignet                  | Passagiere-Tandem                 |
| ----------------------------- | --------------------------------- | --------------------------------- | -------------------------------------------- | --------------------------------- | --------------------------------- |
| Stückzahl                     | 1                                 | 342                               | 4                                            | 12 (Normalspur) 4 (Breitspur)     | 12                                |
| Bezeichnung                   |                                   |                                   |                                              |                                   |                                   |
| 6001                          | 3001–3146 3151–3346               | 3147–3150                         | 1001–1012 (Normalspur) 1101–1104 (Breitspur) | 2001–2012                         |                                   |
| Baujahr(e)                    | 1970                              | 1971–1990                         | 1982                                         | 1986–1989                         | 1986–1990                         |
| Achsfolge nach UIC            | D-D                               | B-B                               | B-B                                          | B-B                               | 2×（B-B）                         |
| Dieselmotor                   | 2 × 12V240ZJ                      | 12V240ZJ                          | 12V240ZJ                                     | 12V240ZJ                          | 2 × 12V240ZJ-2                    |
| Dimensionierung Bohrung × Hub | Bohrung 240 mm × 260 mm Kolbenhub | Bohrung 240 mm × 260 mm Kolbenhub | Bohrung 240 mm × 260 mm Kolbenhub            | Bohrung 240 mm × 260 mm Kolbenhub | Bohrung 240 mm × 260 mm Kolbenhub |
| Nennleistung (PS)             | 6000                              | 3000                              | 3000                                         | 3000                              | 2×3000                            |
| Zugkraft (PS)                 | 5400                              | 2700                              | 2500                                         | 2500                              | 2×2700                            |
| Geschwindigkeit (km/h)        | 100                               | 120                               | 90                                           | 90                                | 120                               |
| Dauer-Geschwindigkeit (km/h)  | 21                                | 24,3                              |                                              |                                   | 22,4                              |
| Anfahrzugkraft (kN)           | 595                               | 227                               | 595 （Tandem）                               | 280                               | 2×245.2                           |
| Dauerzugkraft (kN)            | 418                               | 163                               | 429 （Tandem）                               | 215                               | 2×176.5                           |
| Leergewicht (t)               | 183,5                             | 92                                | 92                                           | 92                                | 2×92                              |
| Achslast (t)                  | 23                                | 23                                | 23                                           | 23                                | 23                                |
| Kurvenradius mind. (m)        | 145                               | 125                               | 125                                          | 125                               | 125                               |
| Radabstand (mm)               | 18.400                            | 10.795                            | 10.795                                       | 10.795                            |                                   |
| Kupplung-Abstand (mm)         | 24.500                            | 16.325                            | 16.325                                       | 16.325                            | 2×16.505                          |
| Gesamtbreite (mm)             | 3.300                             | 3.315                             | 3.315                                        | 3.315                             | 3.285                             |
| Höhe (mm)                     | 4.650                             | 4.705                             | 4.705                                        | 4.705                             | 4.735                             |
| Tankinhalt (Liter)            | 11.900                            | 5.500                             | 5.500                                        | 5.500                             | 2×5.000                           |
| Typ Hydraulik-Getriebe        | EQ230/512                         | EQ2027/Z510                       | EQ2027/Z510                                  | EQ2027/Z510                       | EQ2027/Z510                       |

## Unfälle
Im Laufe der Geschichte sind drei Unfälle bekannt geworden, die sich alle in den frühen Morgenstunden und alle aufgrund menschlichen Versagens in Form von Auffahrunfällen ereignet haben sollen. Der erste geschah am 16. September 1984 auf dem nach Süden führenden Teil der Zhengzhou-Bahn mit Lokomotive 3188 vor einem Reisezug, bei dem 37 Reisende verletzt wurden. Am 15. Januar 1990 kamen in der gleichen Region sieben Menschen ums Leben, 12 wurden verletzt. Dreieinhalb Jahre später, am 10. Juli 1993 ereignete sich bei der Peking–Guangzhou-Gesellschaft auf der Strecke Peking–Chengdu nahe Shijiazhuang mit Lok 3168 ebenfalls vor einem Reisezug ein Unglück, bei dem 40 Menschen getötet und 48 zum Teil schwer verletzt wurden. Ein Lokführer eines schweren Güterzuges fuhr nahezu ungebremst in den haltenden Zug.